# Cobra – oddział specjalny: Pościg
Cobra – oddział specjalny: Pościg (oryg. niem. Alarm für Cobra 11: Crash Time, w wersji na Xboksa 360 Alarm for Cobra 11: Crash Time) – druga część z serii Crash Time przedstawiająca przygody policjantów z Niemiec. Gra została wydana przez RTL Interactive 2 listopada 2007 roku, w Polsce 25 stycznia 2008 przez City Interactive, powstała na podstawie niemieckiego serialu Kobra – oddział specjalny. Gra została również wydana w wersji na konsolę Xbox 360.

## Rozgrywka
- Gęsty ruch uliczny[2]
- Realistyczna grafika oraz zrealizowane efekty dźwiękowe[2]
- 200 kilometrów dróg[2]
- 40 tras[2]
- Tryb wieloosobowy split screen[2]

## Odbiór gry
Według VGChartz włącznie do 18 sierpnia 2012 roku w Ameryce Północnej gra została sprzedana w 30 000 egzemplarzach.